# 伊豆箱根鉄道軌道線

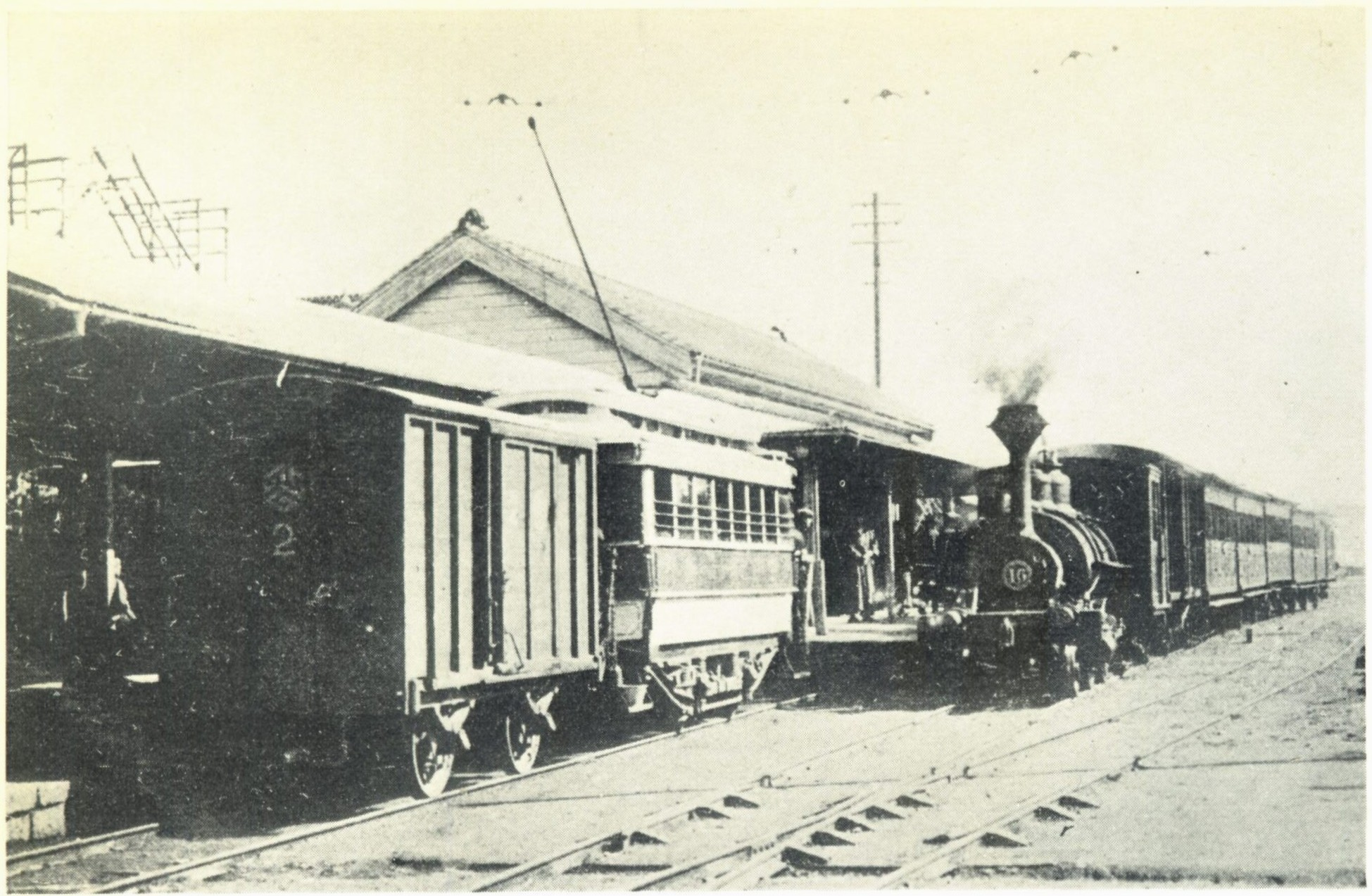
三島町駅（現・三島田町駅）での軌道線の電車と本線の蒸気機関車（元・北海道炭礦鉄道15号形）牽引の列車。1914年の軌道線乗り入れ中断前か、1919年の再開後の撮影のどちらかは不明。

軌道線（きどうせん）は、静岡県三島市の三島町停留場から沼津市の沼津駅前停留場までの間を結んでいた伊豆箱根鉄道の軌道路線（路面電車）である。島津線とも通称された。1906年（明治39年）11月に開業し、1963年（昭和38年）2月に廃止された。
東北東から西南西へ、ほぼ全長にわたって東海道の街道上に敷設されていた。

## 路線データ
- 路線距離：最長6.582 km、廃止時5.9 km
- 軌間：1067 mm
- 停留場数（両端駅含む）：最多時20、廃止時16
- 複線区間：なし（全線単線）
- 電化区間：全線（直流600V）

## 歴史
1896年（明治29年）5月、小柳津五郎、仁田大八郎、渡辺万介、贄川邦作ら地元有力者が発起人となって駿豆電気株式会社が三島に設立された。駿豆電気は函南村に水力発電所を建設し静岡県内初の電力会社となり、その後神奈川県にも進出していった。
明治時代後期になると、余剰電力を利用し電気鉄道事業を始める電力会社が多くなった。駿豆電気もブームに乗り、1905年（明治38年）11月に軌道敷設工事に着手、1906年10月には「駿豆電気鉄道株式会社」に社名を変更、同年11月28日に沼津停車場前から三島六反田（後の三島広小路）に至る電気鉄道を開業させた。沼津停車場前 - 三島六反田間の途中に19か所の停留場が新設され、そのうち玉井寺前・黄瀬川・山王前の3か所に交換設備が設置された。開業初日は無料開放され電車は満員。また、来賓の静岡県知事を乗せ開業式へ向かう沼津発の電車が途中で故障し、結局知事は徒歩で開業式へ向かったというエピソードも残されている。
その後、第2期線として三島市内線が計画された。そして1908年（明治41年）8月3日に三島六反田から久保町を経由し伊豆鉄道三島町駅の駅前へ至る軌道線が開業した。しかし、伊豆鉄道（現・伊豆箱根鉄道駿豆線）との平面交差が許可されなかったため、三島六反田 - 沼津駅前間の線路と三島六反田 - 三島町間の線路は、三島六反田にある伊豆鉄道の踏切で分断されていた。しばらくして平面交差が許可されたため、同年末に三島町 - 沼津停車場前間の直通運転が開始されている。第2期線では三島六反田 - 三島町間の路線のほかにも、久保町から東海道を直進し三嶋大社近くの伝馬町へ至る路線の計画があったが、実現しなかった。
1912年（明治45年）4月、経営が思わしくなかった伊豆鉄道から、現在の駿豆線が駿豆電気鉄道に譲渡された。そのため、三島六反田 - 三島町間で同じ会社の鉄道線と軌道線が並走する形になり、軌道線の同区間は1915年（大正4年）1月18日付けで廃止された。一旦廃止された三島町乗り入れだが、1919年（大正8年）5月に実施された鉄道線三島 - 三島町間の電化に伴い軌道線の三島六反田から分岐する連絡線が建設され、鉄道線に乗り入れる形での三島町駅乗り入れが再開された。同時に、開業以来三島六反田の近くに設置されていた車庫が三島田町駅構内に移設された。
鉄道線三島町駅乗り入れに先立つ1916年（大正5年）10月に、駿豆電気鉄道は富士水力電気株式会社に吸収され、同社の鉄道部となった。だが富士水力電気時代は短く、同年12月に駿豆鉄道株式会社が設立され、1917年（大正6年）11月に富士水力電気から駿豆鉄道へ鉄道・軌道事業が譲渡された。なお、駿豆鉄道は1938年（昭和13年）に合併に伴って駿豆鉄道箱根遊船株式会社に社名を変更しているが、2年後に駿豆鉄道に戻っている。
太平洋戦争中、営業電車の三島広小路 - 三島町間乗り入れが休止された。また、スピードダウンや定員増強のための全座席撤去が実施された。1945年（昭和20年）7月の沼津大空襲では、電車1両が焼失している。終戦直後は農家への食料買出し客などで終日混雑し、3本は電車を見送らないと乗車できないほどであった。また、鉄道線三島町駅への乗り入れも戦後復活したが、1949年（昭和24年）4月に休止された。
1957年（昭和32年）6月、駿豆鉄道は伊豆箱根鉄道株式会社に社名を変更する。この頃から並走するバスの本数が多くなり、軌道線の乗客は減少していった。1959年（昭和34年）9月、駿豆線は架線電圧を軌道線と同じ600Vから国鉄線と同じ1500Vに昇圧した。これによって、営業電車の三島田町駅（旧・三島町駅）乗り入れ廃止後も続けられていた三島田町駅構内の車庫への回送ができなくなったため、新たに国立病院前停留場近くに長沢車庫を開設し、同時に三島広小路の連絡線も撤去されている。
1961年（昭和36年）6月、この地方を襲った集中豪雨により、黄瀬川に架かる橋が流失したため三島広小路 - 国立病院前間の折り返し運転となり、国立病院前 - 沼津駅前間ではバス代行運転が実施された。部分休止後も残った区間で営業を続けたが、三島バイパスとの交差や軌道線が通る旧東海道の舗装などの問題が重なり、1963年（昭和38年）2月4日の営業運転を以って軌道線全線が廃止された。営業運転最終日には、明治時代の電車を模したオープンデッキ（前面窓ガラスなし）、段落ち屋根風、救助網付きのスタイルに改造されたモハ202号が走り、翌日の2月5日には同車を使用して無料運行が実施された。

### 年表
- 1896年（明治29年）5月3日 駿豆電気が三島に設立。
- 1905年（明治38年） 臨時株主総会を開き、会社の目的を電灯及び電力供給、電気器具販売以外に、電気軌道の敷設、旅客貨物の運輸業を加えた定款変更をする。伊豆鉄道と線路賃貸借契約を締結し、鉄道事業に参入。
- 1906年（明治39年）
  - 10月1日 駿豆電気鉄道に社名変更
  - 11月28日 沼津停車場前（後の沼津駅前） - 三島六反田（後の三島広小路）間開業
- 1908年（明治41年）
  - 8月3日 三島六反田 - 三島町間開業（ただし、既存線と線路は繋がっていない）
  - 10月1日 旧伊豆鉄道が三島六反田での平面交差承認。踏切で分断されていた軌道線同士が接続され同年末から直通開始
- 1912年（明治45年）4月1日 駿豆電気鉄道が、現在の駿豆線を経営していた伊豆鉄道の事業を買収
- 1914年（大正3年）末 旧伊豆鉄道線と重複する三島六反田 - 三島町間を休止
- 1915年（大正4年）1月18日 三島六反田 - 三島町間廃止
- 1916年（大正5年）10月5日 駿河電気鉄道が富士水力電気に合併
- 1917年（大正6年）11月5日 富士水力電気の鉄道・軌道事業が駿豆鉄道に譲渡
- 1919年（大正8年）5月25日 旧伊豆鉄道線三島 - 三島町間電化に伴い、三島町駅までの乗り入れを開始
- 1938年（昭和13年）4月6日 駿豆鉄道が駿豆鉄道箱根遊船に社名変更
- 1940年（昭和15年）11月28日 駿豆鉄道に社名変更
- 1941年（昭和16年）3月14日 沼津行電車が黄瀬川橋梁上で脱線、川に転落する事故が発生。工員等23名重軽傷[2]
- 1949年（昭和24年）4月1日 三島町までの営業列車乗り入れを廃止
- 1956年（昭和31年）2月1日 三島町を三島田町と改称
- 1957年（昭和32年）6月1日 伊豆箱根鉄道に社名変更
- 1959年（昭和34年）9月7日 駿豆線の架線電圧昇圧に伴い、三島田町にあった車庫を長沢へ移転。三島田町への回送電車直通運転を廃止、連絡線撤去
- 1961年（昭和36年）6月28日 黄瀬川にかかる橋梁が洪水で流失。臼井産業前 - 沼津駅前間休止。その後、廃線まで国立病院前 - 沼津駅前をバス代行輸送
- 1963年（昭和38年）2月5日 全線廃止、バス輸送に転換

## 運行形態
廃止時点では5時台から22時台まで終日12分間隔で運行されていた。

## 停留場
交換設備 … ◇：あり、｜：なし
| 停留場名         | 距離 | 交換設備 | 開業日         | 廃止日        | 備考                                                     |
| ---------------- | ---- | -------- | -------------- | ------------- | -------------------------------------------------------- |
| 三島町           | 0.7  | ｜       | 1908年8月3日   | 1915年1月18日 |                                                          |
| 久保町           |      | ｜       | 不明           | 不明          |                                                          |
| 三島広小路       | 0.0  | ◇        | 1906年11月28日 | 1963年2月5日  | 旧名称は「広小路」                                       |
| 茶町             |      | ｜       | 1906年11月28日 | 不明          |                                                          |
| 木町             | 0.4  | ｜       | 不明           | 1963年2月5日  | 茶町・茅町を統合の上開設したと推定                       |
| 茅町             |      | ｜       | 1906年11月28日 | 不明          |                                                          |
| 千貫樋           | 0.8  | ｜       | 1906年11月28日 | 1963年2月5日  |                                                          |
| 伏見             | 1.2  | ｜       | 1906年11月28日 | 1963年2月5日  |                                                          |
| 玉井寺前         | 1.6  | ◇        | 1906年11月28日 | 1963年2月5日  |                                                          |
| 八幡             |      | ｜       | 1906年11月28日 | 不明          |                                                          |
| 長沢             | 2.1  | ｜       | 1906年11月28日 | 1963年2月5日  |                                                          |
| 国立病院前       | 2.4  | ｜       | 1945年以降     | 1963年2月5日  |                                                          |
| 臼井産業前       | 2.6  | ｜       | 1945年以降     | 1963年2月5日  | 1961年6月28日休止                                        |
| 木瀬川橋         |      | ｜       | 1906年11月28日 | 不明          |                                                          |
| 黄瀬川［木瀬川］ | 3.1  | ◇        | 1906年11月28日 | 1963年2月5日  | 1961年6月28日休止                                        |
| 石田             | 3.6  | ｜       | 1906年11月28日 | 1963年2月5日  | 1961年6月28日休止                                        |
| 麻糸前           | 3.8  | ｜       | 1917年3月以降  | 1963年2月5日  | 1961年6月28日休止                                        |
| 山王前           | 4.5  | ◇        | 1906年11月28日 | 1963年2月5日  | 1961年6月28日休止                                        |
| 平町             | 4.9  | ｜       | 1906年11月28日 | 1963年2月5日  | 1961年6月28日休止 旧名称は「平」                         |
| 三枚橋           | 5.2  | ｜       | 1906年11月28日 | 1963年2月5日  | 1961年6月28日休止                                        |
| 志多町［志太町］ |      | ｜       | 1906年11月28日 | 1945年以前    |                                                          |
| 追手町［大手町］ | 5.6  | ｜       | 1906年11月28日 | 1963年2月5日  | 1961年6月28日休止 旧名称は「駿東郡役所前」、1926年頃改称 |
| 沼津駅前         | 5.9  | ｜       | 1906年11月28日 | 1963年2月5日  | 1961年6月28日休止 旧名称は「沼津停車場前」               |

## 接続路線
廃止時
- 三島広小路停留場：伊豆箱根鉄道駿豆線（三島広小路駅）
- 沼津駅前停留場：国鉄東海道本線・御殿場線（沼津駅）

## 車両
廃線時点での在籍車両はモハ8、15-17、201-207の10両。廃線後に他に譲渡されたものはない。電動貨車、付随客車も一時在籍した。
モハ8形 モハ8
元武蔵中央電気鉄道1形で、大雄山線経由で当線に1949年に入線（届出は翌年）。（武蔵中央電気鉄道1号電車形式図）
モハ15形 モハ15-17
大雄山線から転入。大雄山鉄道開業時に用意された車両デハ1形（1-3）（大雄山鉄道1号および3号電車形式図）
モハ200形 モハ201、202、203-206
旧西武鉄道新宿線（後の都電杉並線）の車両。オープンデッキであったが後に扉付きに改造されている。西武21→都電201→駿豆201、西武43→都電263→駿豆202。モハ203-206は旧番不明。モハ202は廃止当日に前述の花電車に改造され、番号も3に改められた。

## 廃線後の状況
前述の通り、廃止後は伊豆箱根バスの路線バス「旧道経由 三島駅－沼津駅」が広小路 - 沼津駅前の軌道線跡に運行されている。ただし麻糸前 - 平町では、狩野川沿いの旧道ではなく県道380号（旧国道1号線）を通っている。なお、大部分の区間で東海バスの路線が並行している。
旧長沢車庫跡は廃線後に西側に敷地を拡大して代替バスの車庫として使用されたが、2016年（平成28年）現在はパチンコ店が立地している。